# Ultravision Video Arcade System
La Ultravision Video Arcade System (VAS) fue una consola anunciada en 1983 por la empresa Ultravision, Inc., que nunca llegó a salir a la venta. La compañía promocionaba la VAS como un sistema integral con el eslogan: "es un ORDENADOR, es una televisión de COLOR, es una ARCADE". Con esta frase, pretendía demostrar que era posible combinar una consola de videojuegos, una televisión a color y un ordenador personal en un solo dispositivo.
Presentada como una "todo en uno" en la Feria de Electrónica de Consumo, se informó que la consola tendría un valor estimado de 599 dólares, según la revista InfoWorld.
Sin embargo, el sistema nunca superó la fase de prototipo. Tras su presentación inicial, Ultravision desapareció sin ofrecer más información sobre el proyecto. Fuentes indican que la compañía no contaba con los recursos financieros necesarios para liberar al mercado un dispositivo multimedia tan avanzado.

## Diseño
La arquitectura de la consola consistía en una pantalla a color de 10 pulgadas con 530 líneas de resolución integrada con la videoconsola, y controlado por dos joysticks de 16 direcciones. También incluiría una entrada estéreo para auriculares, y su peso aproximado sería de 4.5 kilogramos. Además, su capacidad de funcionar con cualquier tipo de corriente (AC o DC) le confería portabilidad, ya que podía conectarse a la batería de un automóvil. El sistema de computadora de la consola contaría con 64K de RAM expandible hasta 128K y estaría impulsado por un microprocesador de última generación.
La consola también fue diseñada para tener su propia línea de cartuchos de juego, y Ultravision prometía que el sistema sería compatible con el ColecoVision y el Atari 2600 a través de módulos adicionales.